# ایوان کاندلا
ایوان کاندلا (انگلیسی: Iván Candela؛ زادهٔ ۱۳ سپتامبر ۱۹۷۸) بازیکن فوتبال اهل اسپانیا است.
از باشگاه‌هایی که در آن بازی کرده‌است می‌توان به باشگاه فوتبال پومفرادینا، باشگاه فوتبال گرانادا، باشگاه فوتبال رئال اویدو، و باشگاه فوتبال زامورا اشاره کرد.